# 帕拉佐-圣杰尔瓦西奥
帕拉佐-圣杰尔瓦西奥（義大利語：Palazzo San Gervasio）是意大利波坦察省的一个市镇。总面积62平方公里，人口5064人，人口密度81.7人/平方公里（2009年）。ISTAT代码为076057。